# Jordan Fry
Jordan Paul Fry (* 7. Juni 1993 in Spokane, Washington) ist ein US-amerikanischer Schauspieler.

## Leben
Jordan Fry ist ein Sohn von Christine und Paul Fry. Er hat einen Bruder, Joshua, und eine Schwester, Rachel.
Jordan Fry sammelte seine ersten Schauspielerfahrungen bei Aufführungen in Kirchen und Schulen. Zusätzlich spielte er in einigen kommerziellen Werbesendungen mit. Im Film war er 2003 das erste Mal in Raising Flagg zu sehen. 2005 spielte er in der Neuverfilmung von Charlie und die Schokoladenfabrik von Tim Burton die Rolle des Mike Teavee. Im 2007 erschienenen Animationsfilm Meet the Robinsons übernahm Fry die Stimme von Lewis.
In seiner Freizeit spielt Fry sehr gerne Fußball und wünscht sich, wie er in einem Interview sagte, später professioneller Fußballspieler zu werden, weil er selbst nie davon geträumt habe, Schauspieler zu sein.
Jordan Fry lebt mit seiner Familie in Los Angeles. Zuvor lebte er eine lange Zeit in Selah, Washington.

## Filmografie
- 2005: Charlie und die Schokoladenfabrik (Charlie and the Chocolate Factory)
- 2006: Raising Flagg
- 2007: Triff die Robinsons (Meet the Robinsons, Stimme)
- 2010: The Journey
- 2011: An International Love Story (Kurzfilm)
- 2012: Gone